# 石裂山
石裂山（おざくさん、尾鑿山）は、栃木県鹿沼市入粟野、同市上久我にまたがる標高879mの山。賀蘇山神社、加蘇山神社の御神体にとされている。

## 概要
石裂山（尾鑿山）は前日光県立自然公園の南東端に位置し、日光連山、足尾山地、安蘇山塊の絶好の展望台となっている。
勝道上人の開山とも伝えられ、古くから「おざく信仰」の山として知られる。
麓には鹿沼側に加蘇山神社、粟野側に賀蘇山神社がある。六国史の『三代実録』にも登場する古社で、五穀豊穣、商売繁盛の神として江戸時代には関東一円に10万人もの信者がいたとされる。石裂山（尾鑿山）には両社の奥社がそれぞれあり信仰されてきたが、現在は信者の数も少なくなっている。

## 登山
低山だが岩場や痩せ尾根が多く、梯子や鎖場の変化に富んだコースである。滑落事故も起きているため、十分注意する必要がある。また春先にはイワカガミ、カタクリ、ヤシオツツジも咲き誇る。
加蘇山神社 - 千本桂 - 奥の宮 - 東剣ノ峰 - 西剣ノ峰 - 石裂山 - 月山 - 加蘇山神社の周遊ルートがある（所要時間は約4時間）。千本桂と奥の宮の間には「行者返しの岩」と呼ばれる石裂山最長の鎖場がある。

## アクセス
- 車：東北自動車道鹿沼ICから約40分
- バス：リーバス「上久我線」（1日2本）東武日光線新鹿沼駅から約40分、ＪＲ日光線鹿沼駅から約50分「石裂山」バス停下車

## ギャラリー

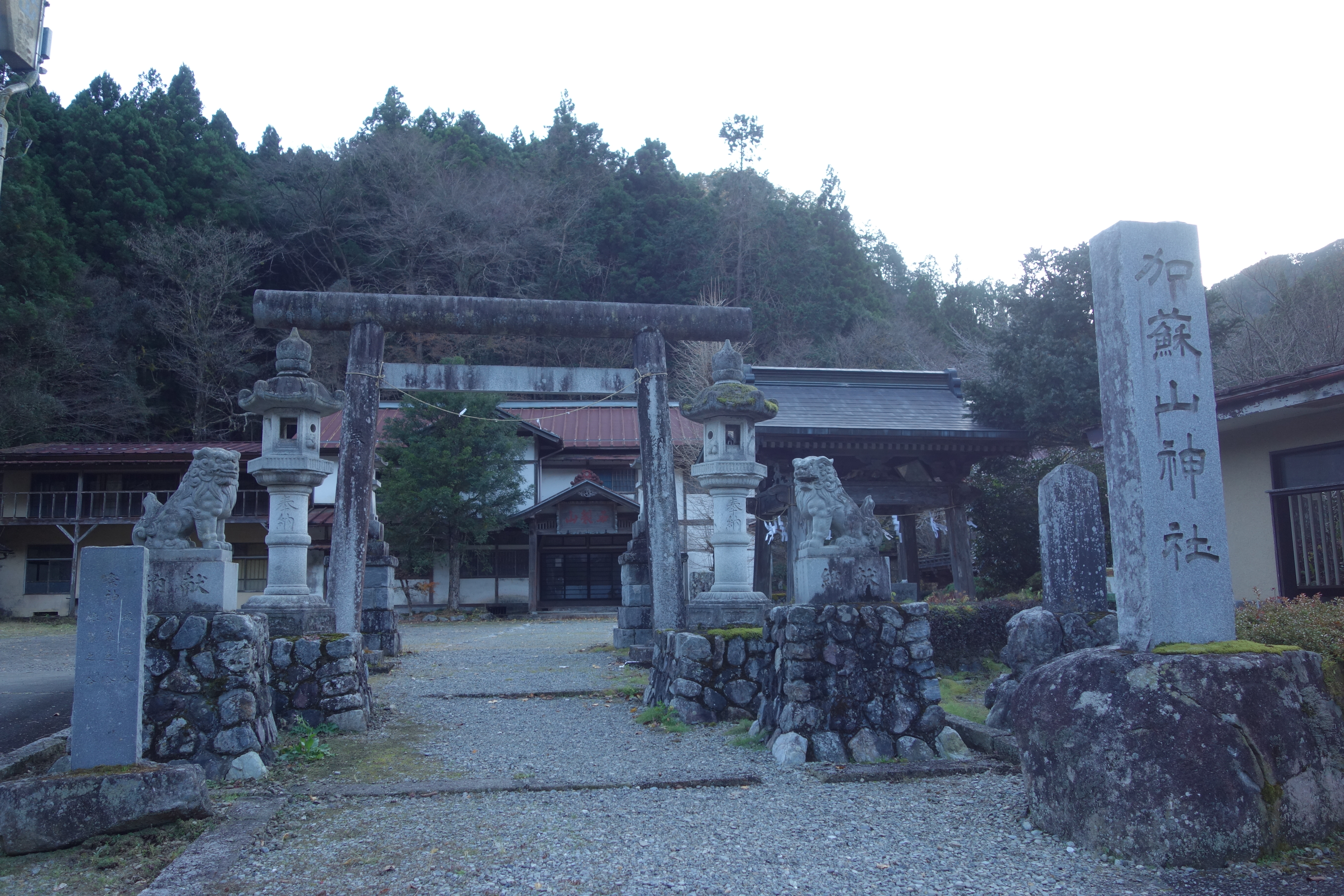
加蘇山神社社務所
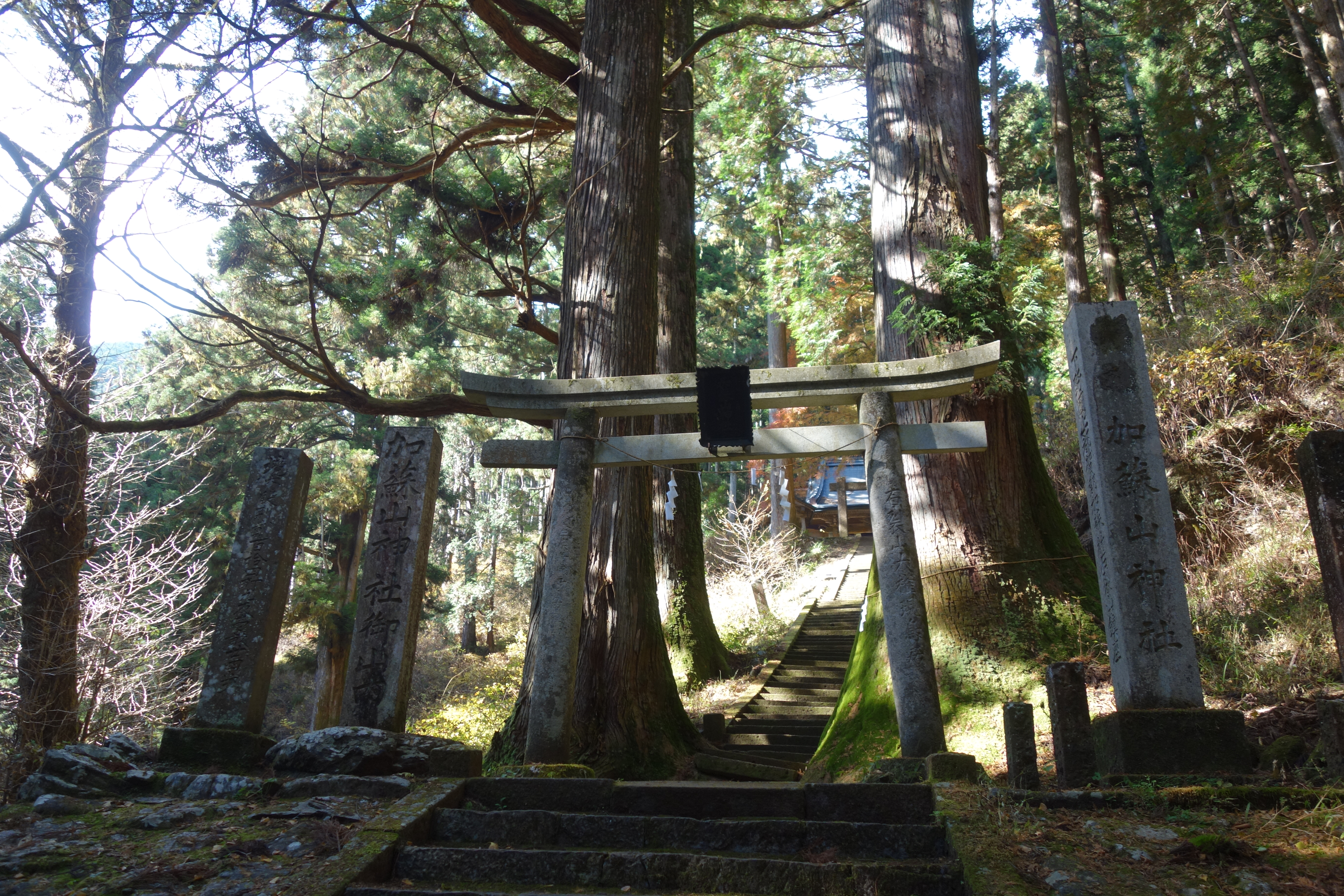
加蘇山神社（下の宮）
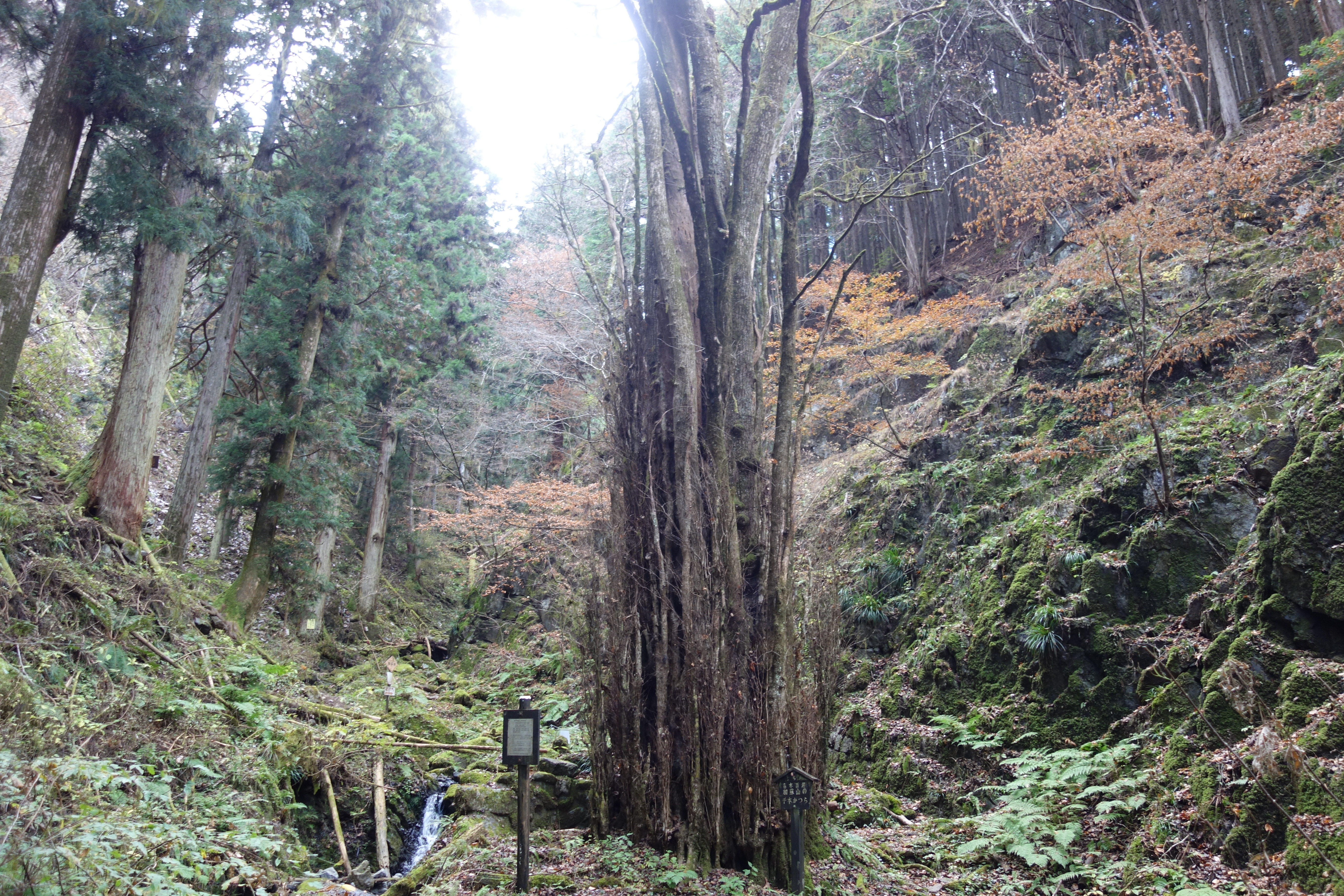
千本桂
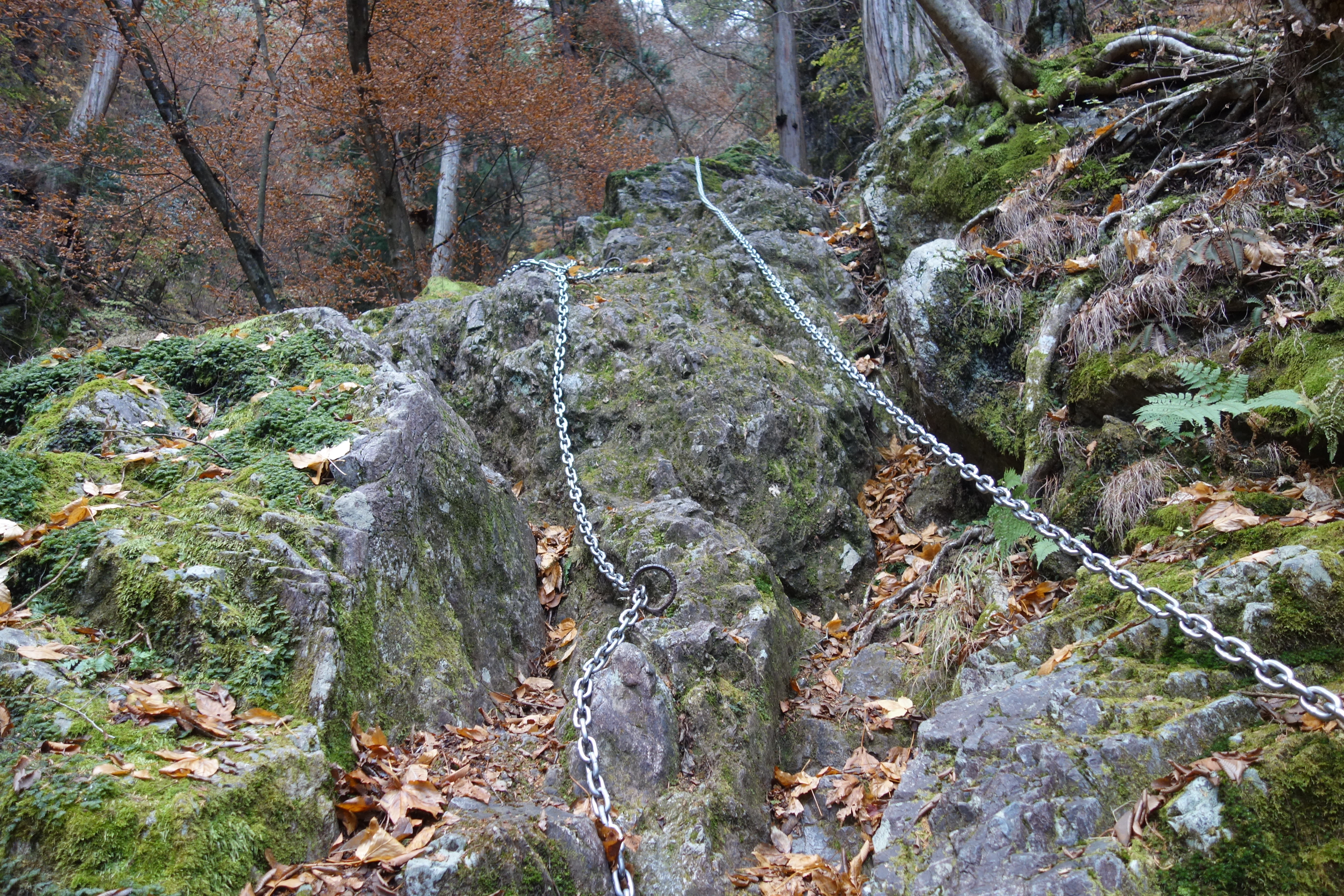
行者返しの岩
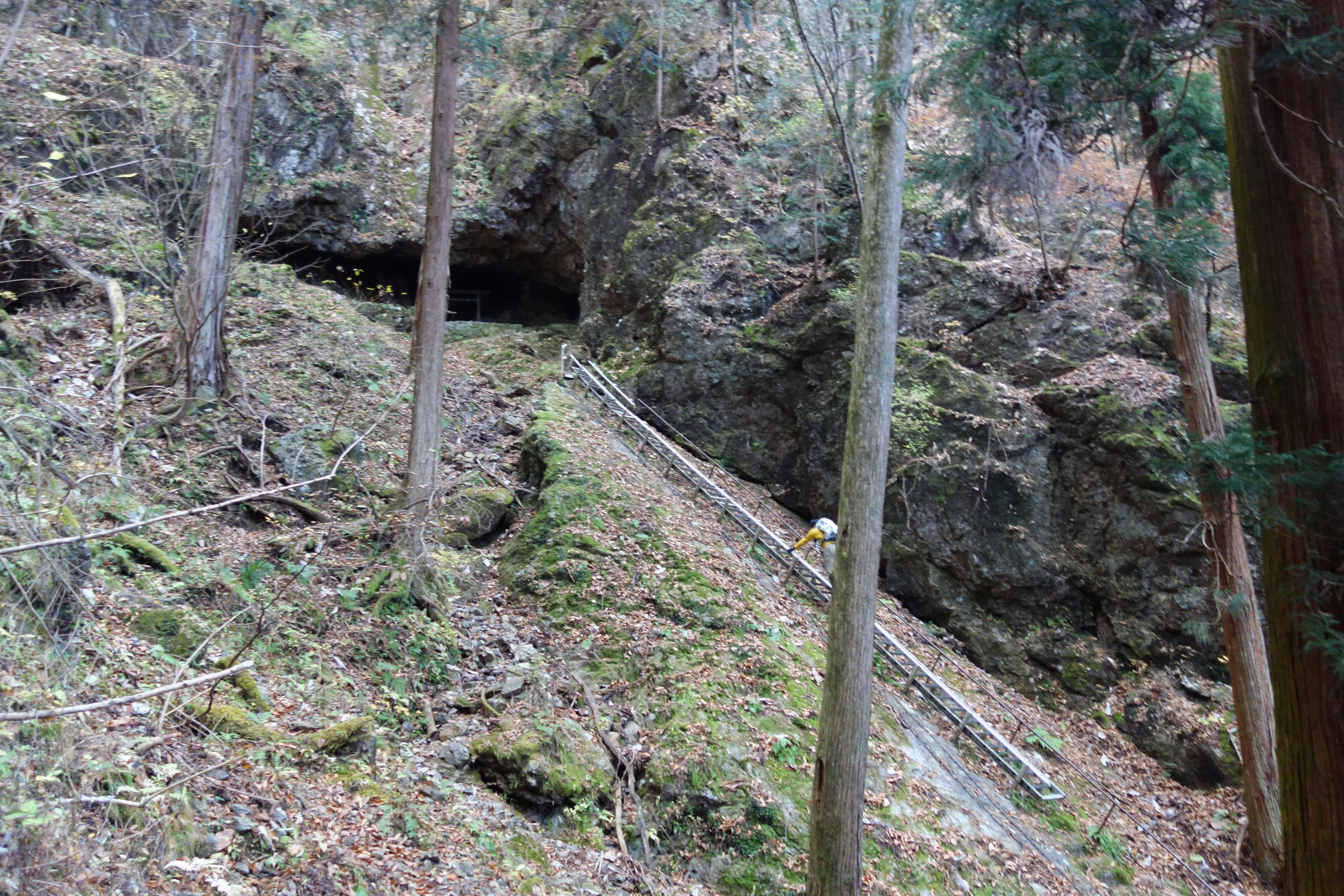
石裂岩の梯子
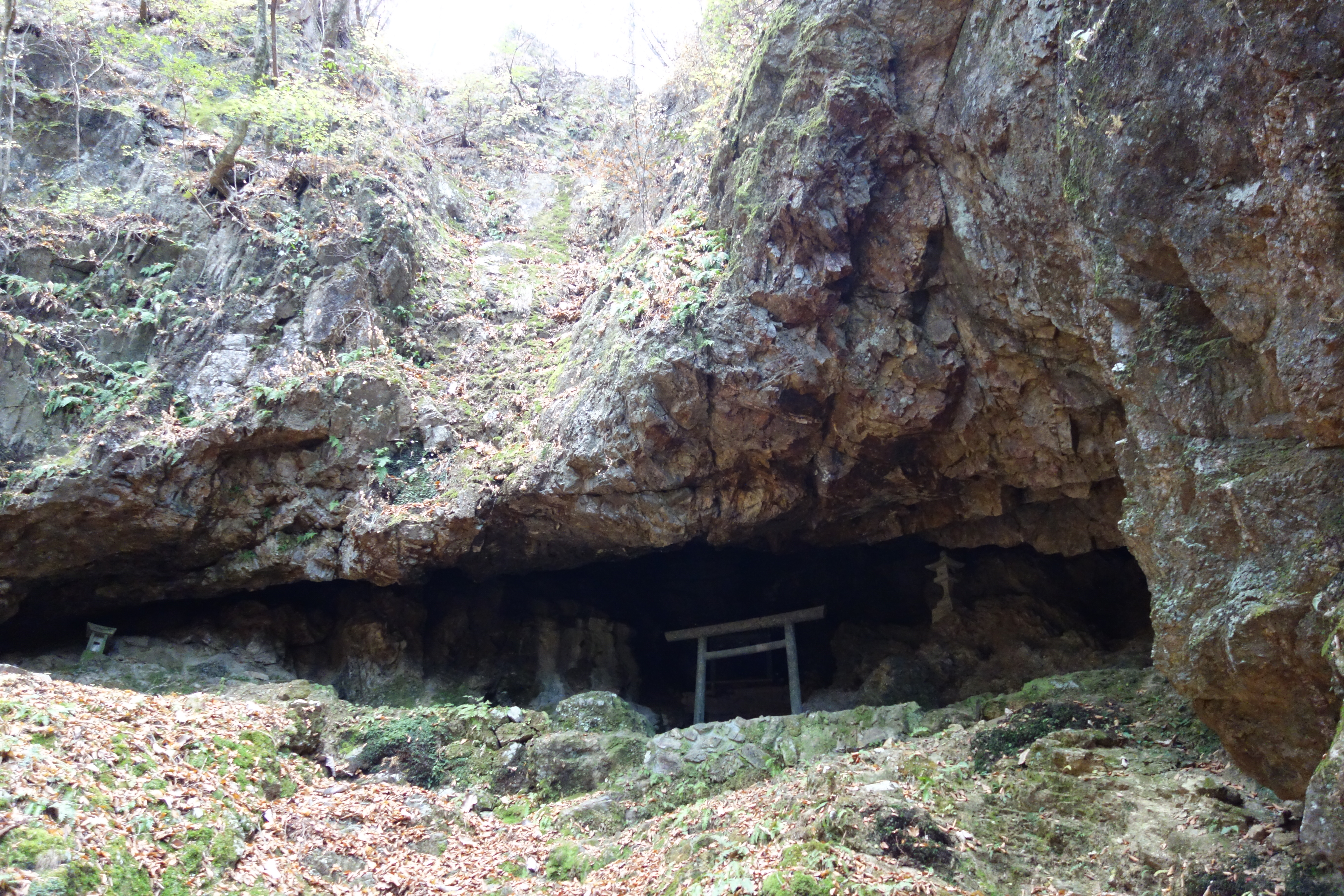
石裂岩（奥の宮）
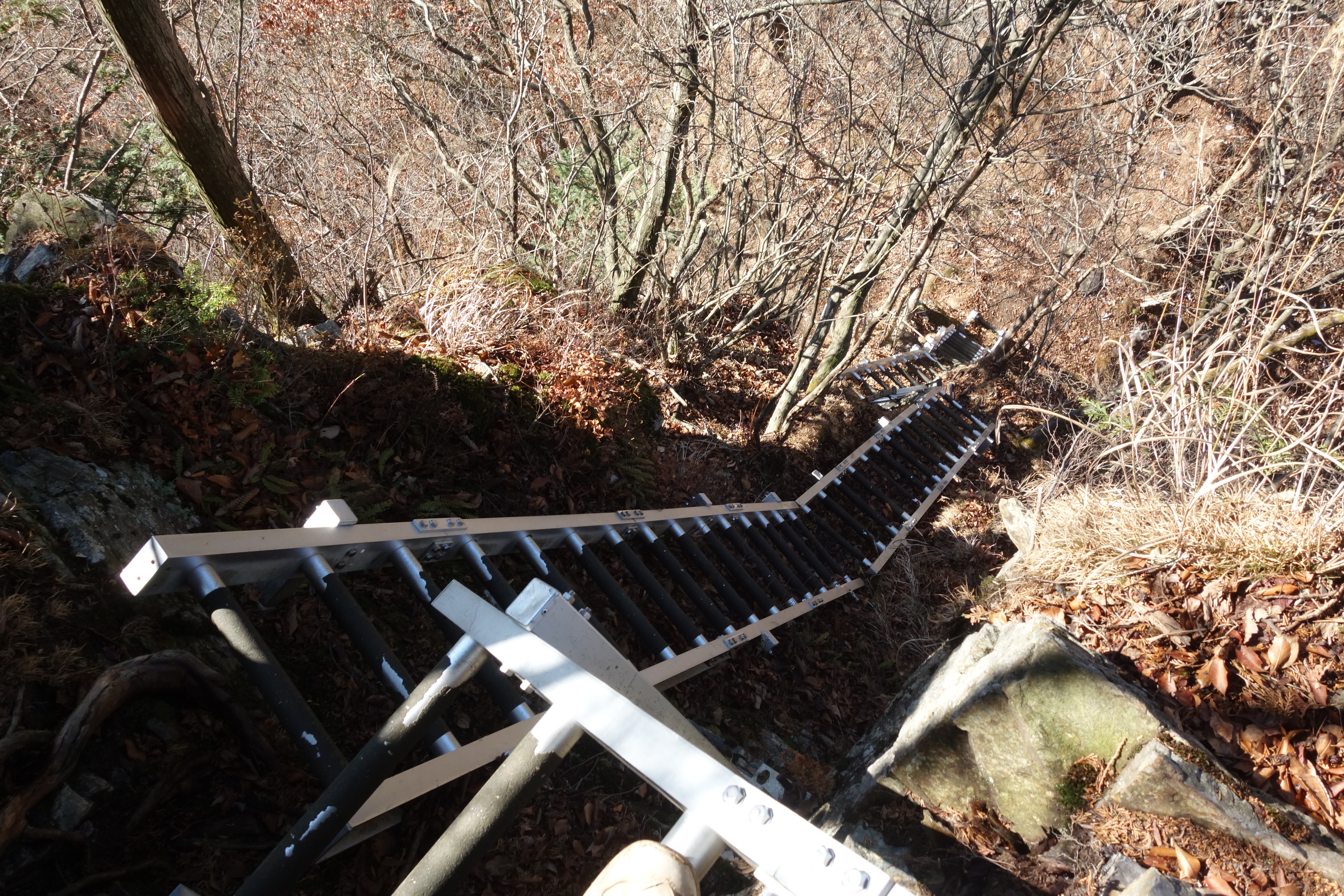
東剣ノ峰の梯子（上部）
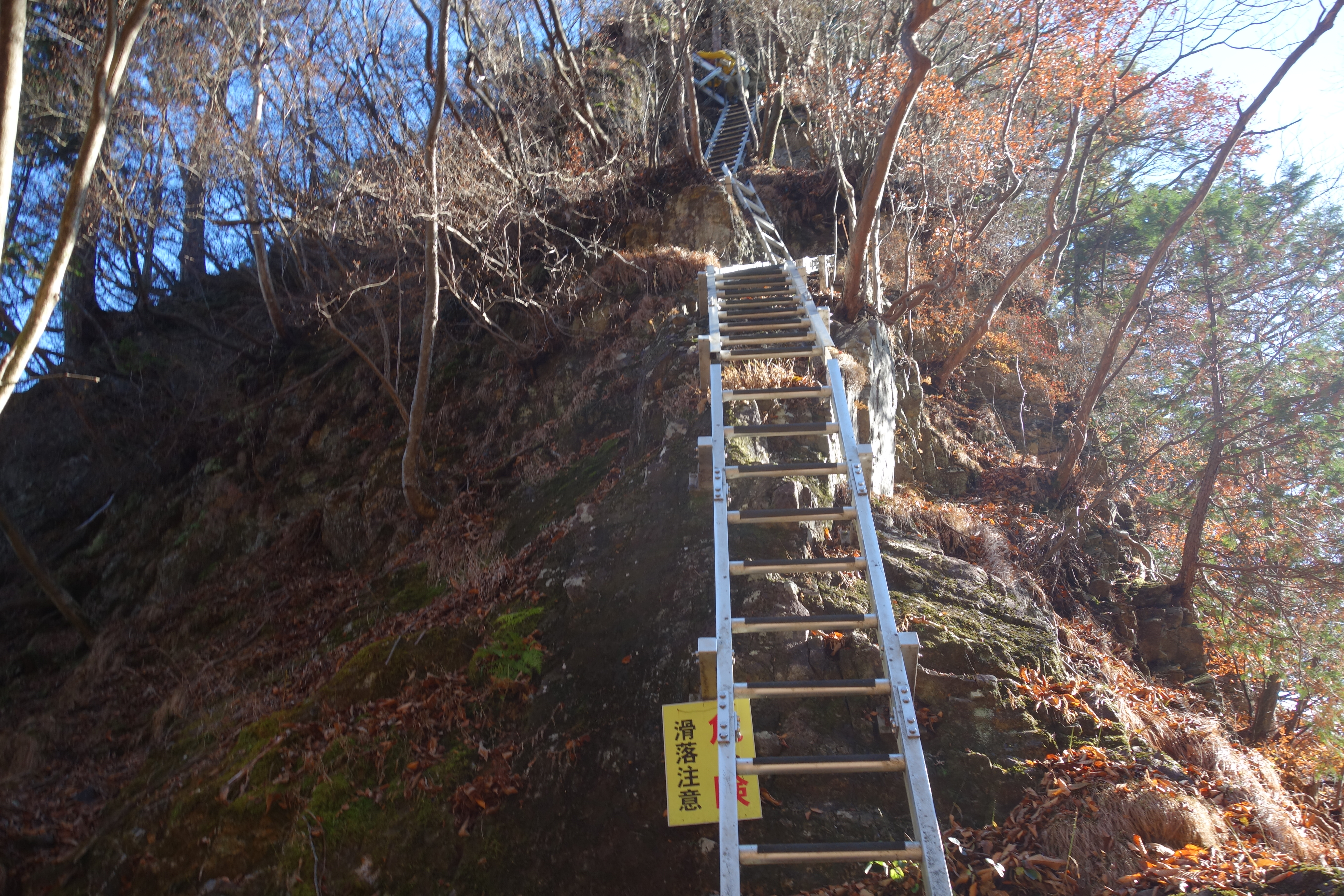
東剣ノ峰の梯子（下部）
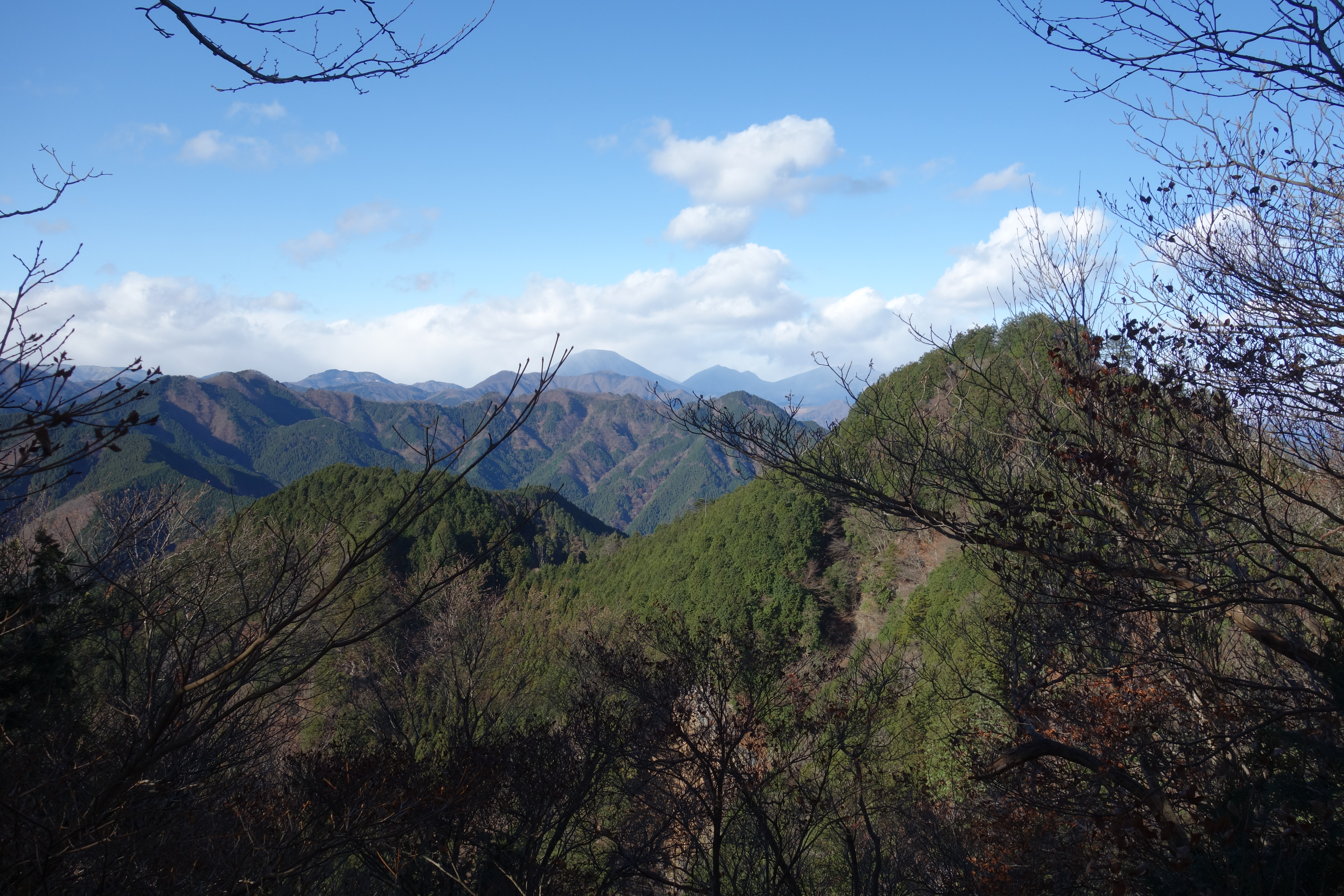
石裂山からの日光連山
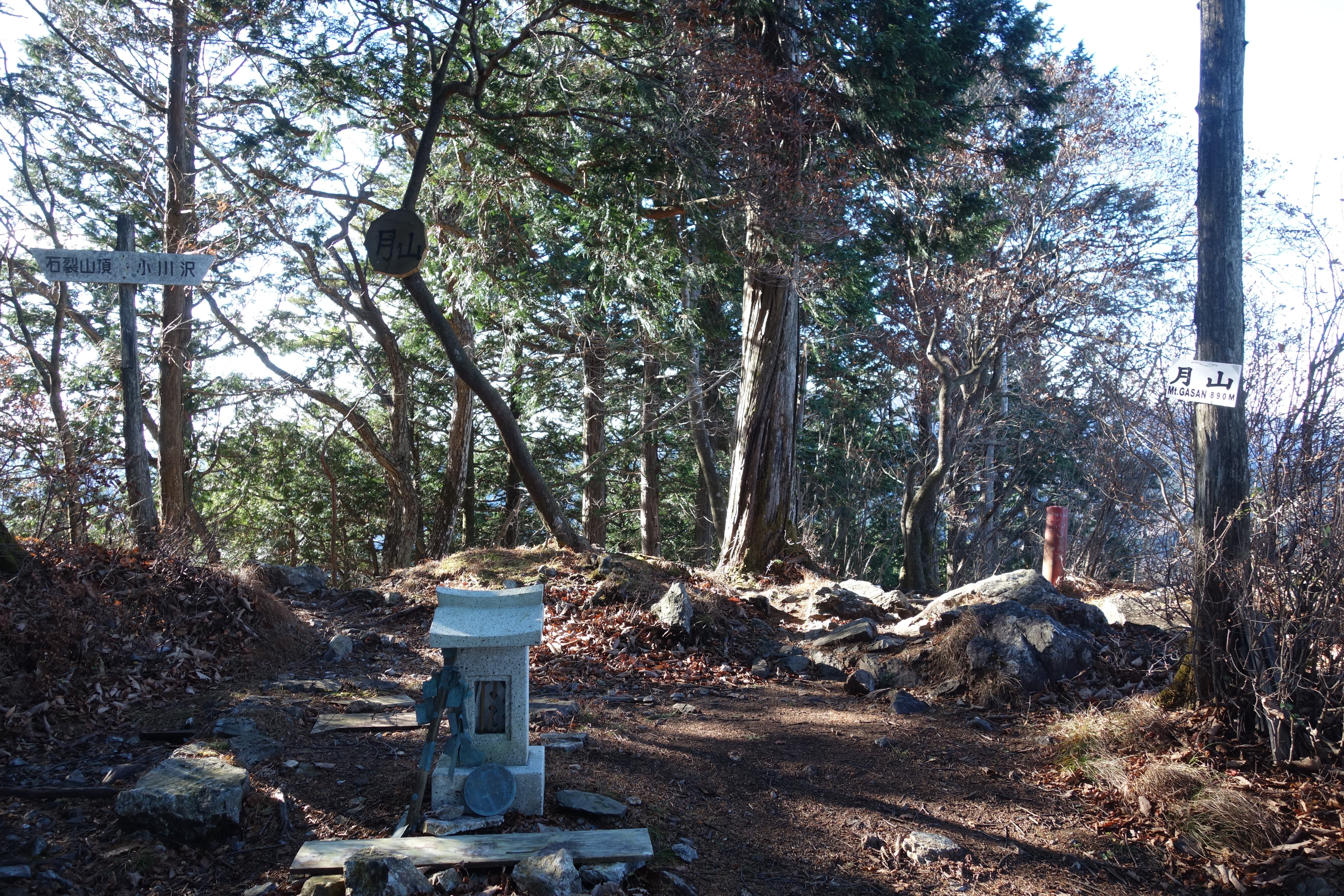
月山山頂